# GNRH2
GNRH2 (англ. Gonadotropin releasing hormone 2) – білок, який кодується однойменним геном, розташованим у людей на короткому плечі 20-ї хромосоми. Довжина поліпептидного ланцюга білка становить 120 амінокислот, а молекулярна маса — 12 918.
| 10         |  | 20         |  | 30         |  | 40         |  | 50         |
| ---------- |  | ---------- |  | ---------- |  | ---------- |  | ---------- |
| MASSRRGLLL |  | LLLLTAHLGP |  | SEAQHWSHGW |  | YPGGKRALSS |  | AQDPQNALRP |
| PGRALDTAAG |  | SPVQTAHGLP |  | SDALAPLDDS |  | MPWEGRTTAQ |  | WSLHRKRHLA |
| RTLLTAAREP |  | RPAPPSSNKV |  |            |  |            |  |            |

A: Аланін

D: Аспарагінова кислота

E: Глутамінова кислота

G: Гліцин

H: Гістидин

K: Лізин

L: Лейцин

M: Метіонін

N: Аспарагін

P: Пролін

Q: Глутамін

R: Аргінін

S: Серин

T: Треонін

V: Валін

W: Триптофан

Кодований геном білок за функцією належить до гормонів. 
Задіяний у такому біологічному процесі, як альтернативний сплайсинг. 
Секретований назовні.